# Anomala lineatopennis
Anomala lineatopennis – gatunek chrząszcza z rodziny poświętnikowatych, podrodziny rutelowatych i plemienia Anomalini.

## Taksonomia
Gatunek ten został opisany w 1851 przez Charlesa Émile'a Blancharda.

## Opis
Chrząszcze osiągają od 17 do 18 mm lub od 18 do 19 mm długości i od 9 lub 9,5 do 10 mm szerokości. Ciało mają umiarkowanie wydłużone i wypukłe. Ubarwione są ciemnomiedzianie lub zielonkawoczarno czy też ciemnobrązowo z czarnym rejonem tułowia. Krawędzie boczne przedplecza i pokrywy, z wyjątkiem krawędzi przyszwowej i zewnętrznych oraz podłużnego i wąskiego paska, barwy słomkowej. Wspomniany pasek odmiennej barwy na pokrywach zaczyna się od ich wyniosłości barkowych i stopniowo zanika ku tyłowi, czasem ciągnąc się przez blisko całą długość pokryw. Nadustek szeroki, pośrodku prawie prosty. Głowa punktowana i pomarszczona gęsto. Punkty na przedpleczu silne i rozmieszczone raczej równomiernie. Przez środek przedplecza przebiega mniej lub bardziej zaznaczony podłużny żłobek. Kąty przednie przedplecza ostre, tylne raczej rozwarte, pośrodku brzegu bocznego również kąt, nasada nieobrzeżona i delikatnie zaokrąglona. Pokrywy silnie punktowane. Spód ciała owłosiony na zapiersiu całkiem i raczej gęsto, na odwłoku krawędziowych częściach pygidium bardzo skąpo. Barwa włosków jest jasnożółta. Wyrostka śródpiersia brak.
Pędraki (larwy) osiągają długość od 23 do 26 mm, a szerokość od 6 do 9 mm.

## Znaczenie gospodarcze
Larwy żyją w glebie. Mogą być szkodnikami ziemniaków i innych roślin uprawnych zbieranych w porze deszczowej (kharif). Dorosłe żywią się liśćmi jabłoni, brzoskwiń i śliw.

## Rozprzestrzenienie
Chrząszcz orientalny, znany m.in. z indyjskich stanów Himachal Pradesh i Uttarakhand. W Himachal Pradesh należy do pospolitszych fitofagicznych żuków